# Ярашев, Саттар Ярашевич
Саттар Ярашевич Ярашев (узб. Sattor Yarashevich Yarashev; 24 августа [6 сентября] 1915, Вабкент — 13 февраля 1991, Ташкент) — советский певец. Народный артист Узбекской ССР (1959). 

## Биография
Родился Саттар Ярашевич Ярашев 24 августа [6 сентября] 1915 года в Вабкенте.
В 1952 году окончил Узбекскую студию при Московской консерватории.
В 1972 году окончил Ташкентскую консерваторию.
Работал в различных музыкально-драматических театрах Бухары и Ташкента.
С 1952 года — солист Узбекского театра оперы и балета.
Снимался в двух фильмах: «Очарован тобой» (1958, роль маляра) и «Дилором» (1968, вокал Мони).
Ушёл из жизни 13 февраля 1991 года в Ташкенте.

## Исполненные партии
- Тахир («Тахир и Зухра» Бровцына и Джалилова)
- Меджнун, Кадыр («Лейли и Меджнун», «Гюльсара» Садыкова и Глиэра)
- Мони, Бутаджон, Джура, Фукат («Дилором», «Великий канал», «Буран», «Сердце поэта» Ашрафи)
- Чубанали («Проделки Майсары» Юдакова)
- Омон («Зайнаб и Омон» Раджаби, Садыкова, Закирова и Зейдмана)
- Юлчи, Чарыбай («Свет из мрака», «Перед зарёй» Хамраева)
- Нияз («Песня Хорезма» Юсупова)
- Муканна («Муканна» Раджаби и Мушеля)

## Фильмография
- 1958 — Очарован тобой — маляр
- 1968 — Дилором — вокал Мони

## Звания
- 1954 — Заслуженный артист Узбекской ССР[1]
- 1959 — Народный артист Узбекской ССР